# Anadiplosi
L'anadiplosi (dal greco antico ἀναδίπλωσις?, anadíplōsis, "duplicazione"), o  raddoppiamento, anticamente detta anche epanastrofe o reduplicatio, è una figura retorica che consiste nella ripetizione dell'ultimo elemento di una proposizione all'inizio della seguente, al fine di rimarcare il legame tra le due.
È fra le figure retoriche inconsapevolmente più usate nel linguaggio orale, con la funzione di conferire coesione all'enunciato e di fissare l'attenzione del destinatario sui concetti-chiave.
Un esempio è in Leopardi:
Ma la gloria non vedo,
non vedo il lauro e il ferro ond'eran carchi
i nostri padri antichi. (All'Italia, 4-5)
Un altro esempio in Dante:
…Ma passavam la selva tuttavia.
La selva, dico, di spiriti spessi…”   (Inferno, IV, vv. 65-66)